# Дюпри, Кэндис
Кэндис Дюпри (англ. Candice Dupree; родилась 16 августа 1984 года, в Оклахома-Сити, штат Оклахома, США) — американская профессиональная баскетболистка, выступавшая в женской национальной баскетбольной ассоциации. Она была выбрана на драфте ВНБА 2006 года в первом раунде под общим шестым номером клубом «Чикаго Скай». Играла на позиции тяжёлого форварда.

## Начало Карьеры
Дюпри выросла в городе Тампа, штат Флорида. Она играла в баскетбол и волейбол, в школе имени Пола Уортона. Дюпри продолжила играть в баскетбол в Темпльском университете с 2002 по 2006 год. Благодаря хорошей игре, Дюпри сравнивают с Тимом Данканом.

## ЖНБА
Кэндис Дюпри была выбрана на драфте под общим шестым номером в 2006 году командой «Чикаго Скай». В своем дебютном сезоне Дюпри была приглашена на Матч всех звезд ЖНБА. Также она приглашалась на матч всех звезд в 2007 и 2009 годов (в 2008 году Матч всех звезд не проводился из-за Олимпийских игр 2008 года). В 2009 году заняла второе место по количеству подборов во всей лиге.
В марте 2010, Дюпри в результате трехстороннего обмена перешла в команду-чемпион «Финикс Меркури» и в 2014 году стала победителем заокеанской лиги.
В феврале 2017 года Дюпри подписала контракт с командой Индиана Фивер.

## Европа
Дюпри играла за польскую «Вислу» из Кракова, словацкий «Кошице», «Спарта&К» из Видного, «Динамо Курск» и Надежда (Оренбург).
В январе 2016 года заключила контракт с ЗВВЗ УСК Прага.

## Национальная сборная
В 2009 году Дюпри была приглашена в сборную США. Кэндис выступала на чемпионате мира по баскетболу 2010 года и была в расширенном списке сборной на Олимпийские игры 2012, но была отчислена.

## Личная жизнь
Осенью 2016 года сыграла свадьбу с баскетболисткой Деванной Боннер, которая так же выступала за «Финикс Меркури».